# (18638) Nouet
(18638) Nouet es un asteroide perteneciente al cinturón de asteroides, región del sistema solar que se encuentra entre las órbitas de Marte y Júpiter.
Fue descubierto el 2 de marzo de 1998 por el equipo del ODAS desde el Centro de Investigaciones en Geodinámica y Astrometría en Caussols.

## Designación y nombre
Designado provisionalmente como 1998 EP3, fue nombrado en honor de Nicolas Nouet, astrónomo del Observatorio de París, viajó a Saint-Domingue para cartografiar la isla. Posteriormente cartografió la región del Rin y viajó con Napoleón Bonaparte a Egipto, donde creó un mapa de ese país.

## Características orbitales
Nouet está situado a una distancia media del Sol de 2,651 ua, pudiendo alejarse hasta 3,126 ua y acercarse hasta 2,176 ua. Su excentricidad es 0,179 y la inclinación orbital 9,421 grados. Emplea 1576,77 días en completar una órbita alrededor del Sol.

## Características físicas
La magnitud absoluta de Nouet es 13,65. Tiene 8,675 km de diámetro y su albedo se estima en 0,102.